# Distretto di Santa María (Panama)
Il distretto di Santa María è un distretto di Panama nella provincia di Herrera con 7.421 abitanti al censimento 2010

## Geografia antropica

### Suddivisioni amministrative
Il distretto è suddiviso in cinque comuni (corregimientos):
- Santa María
- Chupampa
- El Rincón
- El Limón
- Los Canelos